# Грчка историографија
Грчка историографија је појам који се односи на мислиоце и писце Античке Грчке цивилизације, који су писали и теоретисали о прошлости. Одаљавајући се постепено од својих митолошких корена, историографија Античке Грчке је временом постајала све критички настројенија и систематичнија, па је до 5. века п. н. е достигла статус интегралног дела хеленске књижевности. Као таква је остала један од најрелевантијих делова књижевности на грчком језику кроз миленијуме, све до пада Византијског царства.

## Почеци
Првобитни развитак античке историографије на просторима данашње Грчке је био суштински повезан са митолошком визијом света. Верски поглед на природу и човека потекао из грчке митологије је повезан са књижевношћу, поготову када је првобитна историографија у питању. Па су тако нека од најранијих размишљања о прошлости људског деловања на европском тлу, везана за класична дела античке литературе какви су чувени епови Хесиодова Теогонија и Хомерова Илијада и Одисеја. Такви погледи још увек не представљају проучавање прошлих збивања, нити је уопште велики акценат положен на разматрања о историји, већ се у њима проналазе зачеци такве делатности, тада још увек само као део митолошке визуре човекове стварности. Значајнији отклон од митолошке традиције ка нечему сличнијем историјском истраживању, први су у Античкој Грчкој започели хроничари, касније названи логографи. Промена у погледу на прошлост, као и поимање другачијег историјског времена се углавном лоцира на прелаз између 6. и 5. века п. н. е. Они су се углавном бавили прикупљањем усмених сведочанстава о прошлим збивањима, поготову су активно сакупљали хронологије грчких полиса. То уједно представља прве праксе онога што се данас назива културна антропологија. Већина логографа су пореклом потицали из Јоније.

## Херодот „отац историје”
Херодот (484. п. н. е. - око 425/413. п. н. е.) је био грчки историчар, који је започео праксу онога што данас обједињује све активности, истраживања и писања о прошлости, под називом историја. С обзиром на оригиналност његовог дела римски политичар и филозоф Цицерон му је доделио назив „оца историје”. Херодот је рођен у Халикарнасу у данашњој Малој Азији. Мало тога је познато када је његов живот у питању, пре свега се сматра да је потекао из богате породице, која му је омогућила најбоље образовање тога доба. Дело које је Херодоту омогућило такав статус у историји европске културе јесте његова Историја. То је књига која се састоји од записа о различитим личностима и културама које је Херодот описао на својим путовањима кроз Малу Азију, Египат, Персијско царство итд. Побуде за писање таквог дела Херодот је нашао у жељи да објасни узроке грчко-персијских ратова.
Оно што је представљало раскид са митском традицијом јесте мање спомињање богова, и додељивање мањег значаја њиховим утицајима када су обични људи у питању, мада Херодот није негирао постојање божанстава. Већ се сав историјски ток посматра са одређене врсте антропоцентричног становишта, које у свом средишту има међусобне односе људи различитих поднебља и култура. Тако Херодотов приступ историји више одговара ономе што се назива културна историја или антропологија, с обзиром на лепезу најразличитијих култура о којима извештава, као и чињеници да пише о обичајима, традицји и култури свих народа које је сретао, што ће представљати разлику и у односу на праксу каснијих грчких историчара. Херодот је на тај начин придавао велики значај нехеленским културама са којима су Грци често били у сукобу, што је одударало од схватања људи његовог а и каснијих времена, који су често били прожети етноцентризмом. Његова Историја тако обилује етнографским и географским подацима о земљама кроз које је пролазио и о којима је писао, приступ који ће каснији историографи у већој мери занемарити. Када је метод писања у питању, Херодот представља прелазни период између митске и критички настројене историографије античког света. Он се труди да у већини случајева наведе своје изворе, али постоји доста места у његовом делу која су испуњена непоузданим или донелке надреалним сведочанствима.

## Тукидид и критичка историја
Тукидид (460/455. п. н. е. - 399/398. п. н. е.) је био атински генерал и историчар, један од највећих историчара антике. Написао је Историју Пелопонеског рата, која обухвата период од 431. године п. н. е. до 411. године п. н. е. Тукидид је у свом делу реконструисао рат који је захватио хеленски свет крајем 5. века п. н. е. који се водио између Атине и Спарте и њихових савезника. И сам је учествовао у сукобу на атинској страни, што је још једна од мотивација за расветљавање самог сукоба. Током рата је био ангажован у Тракији, где је требало да се супротстави спартанском генералу Брасиди. Његова делатност на том пољу није поризвела превише успеха, јер је након немогућности да одбрани Амфипољ био прогнан из Атине на 20 година. Његов поглед на историју као дисциплину која се бави прошлоћу људског деловања се радикално разликовао од митске традиције, па и од Херодота његовог славног савременика.
Митолошку визију света одбацивао је као неутемељену и засновану на фантазијама песника, чији је стил такође сматрао неподесним за писање и анализирање прошлости. Херодотов приступ је одбацивао јер га је сматрао недовољно ригорозним, а такође му није одговарао тематски обим Хеородтове историје, која је обухватала широк дијапазон културних феномена. Тукидид је сматрао да историја пре свега треба да проучава догађаје из непосредне прошлости и то превасходно догађаје политичког и војног карактера. Тукидид се углавном посматра као први заступник идеала објективног, аналитичког и критичког приступа изучавању прошлости. Он је покушавао да Пелопонески рат објасни на један демистификован начин, његове узроке је тражио пре свега у геополитичким сукобима интереса Спарте и Атине, две највеће државе тадашњег хеленског света. Одакле је у потпуности искључивао присуство богова и њихове интервенције. Сав акценат је стављен на феномен политичке моћи и посезањем за ширењем исте, што је истакнуто као један од главних узрока рата. У складу са таквим методолошким приступом Тукидид се до данашњим дана сматра за првог аналитички настројеног историчара, који покушава да истакне људске мотиве и интересе као покретаче историјских дешавања. Тукидид је придржавајући се такве хладне и критичке методологије, описао неке моменте Пелопонеског рата који представљају најбоље и најпознатије описе целокупне античке историографије. Такве примере представљају Мелијски дијалог или Периклова надгробна беседа. Поготову је наведена беседа занимљива јер представља серију говора које је Тукидид убацио у своју Историју, а који одударају од аналитичког присупа историографији за који се залагао. Није утврђена поузданост говора, с обзиром да Тукидид не наводи изворе када су они у питању, а поред тога сам истиче како их је реконструисао како би пре свега илустровао нека општа мишљења, стремљења водећих политичара итд. Тукидид је као и Херодот постао интегрални део изучавања античке истиориграфије и књижевности. Такође као и Херодот када су у питању географија, етнографија и антропологија, Тукидид је утицао на области ван историографије, па се тако сматра за античку претечу теорије реализма у области међународних односа.

## Каснији историографи
Теопомп (378/377. п. н. е. - 320. п. н. е.) је био један од првих настављача Тукидидовог дела. Његово најважније историографско дело јесте Хеленика, написана у 12 књига која чини хронолошки продужетак на Тукидидову Историју, с обзиром да покрива период од 411. до 394. године п. н. е. и битке код Книда. Друго Теопомпово значајно дело представља Историја Филипових дела, које обухвата период владавине македонског краља Филипа II (359-336. п. н. е.) и представља једно свеобухватно дело политичке, културне, војне и географске историје.
Највећи историограф периода класичне Грчке, након Херодота и Тукидида био је Ксенофонт (430. п. н. е. - 350. п. н. е.). Поред историографских написао је много филозофских дела, као што је Одбрана Сократова. Као и већина значајних историчара тога периода и Ксенеофонт је био пореклом атињанин. Упркос пореклу био је велики поштовалац Спарте, и тамношњег политичког и друштвеног система, који је супростављао атинском. Најцењеније Ксенофонтово историјско дело јесте историја Грчке која се као и Теомпомпова наставља тамо где је Тукидид стао тј. 411. године п. н. е. а прати дешавања на грчком поднебљу све до 362. године п.н.р. под називом Хеленика. Наредно дело које је од великог значаја представља Анабаза. То је несвакидашња историја похода грчких плаћеника у Перијском царству, у коме је сам Ксенофонт имао учешћа као један од вођа плаћеничке војске. Киропедија је такође несвакидашње литерарно дело када је грчка историографија у питању. То је фиктивна историја одрастања и живота персијског цара Кира Великог, која има дидактички циљ када су војне способности и политичке вештине у питању. Ксенофонт је последњи велики историограф класичног периода грчке историје. Остварио је велики утицај и на касније писце и историчаре, и то у различитим историјским периодима.
Грчка историографија је током каснијих периода античке историје задржавала и оправдавала свој значај. Али никада у истој мери као за време класичног периода, и у другачијим политичким и друштвеним условима. То се пре свега повезује са опадањем полиса као најважнијег средишта политичког живота, који ће бити обухваћен много ширим заједницама као што су царство Александра Великог и Римска република. Сви ти фактори су иницириали и новији поглед на писање прошлости, а ширењем грчке културе ван њених граница и на прихватање грчких метода када је историографска делатност у питању.